# 平卧曲唇兰
平卧曲唇兰（学名：Panisea cavaleriei），为兰科曲唇兰属下的一个植物种。